# Galtens kommun
Galtens kommun var fram till 31 december 2006 en kommun i Århus amt i Danmark. Kommunen hade 10 976 invånare (2004) och en yta på 72,73 km². Galten var kommunens huvudort. Numera ingår kommunen i Skanderborgs kommun och Region Mittjylland.